# Maria do Carmo Bueno
Maria do Carmo Bueno Garcia (Santa Bárbara do Sul, 21 de setembro de 1948), nascida Maria do Carmo Teixeira Bueno, ou apenas Maria do Carmo  é uma jornalista, apresentadora de televisão e política brasileira. É formada pela Pontifícia Universidade Católica do Rio Grande do Sul em Jornalismo.

## Carreira jornalística
Trabalhou na RBS TV onde apresentou por dezoito anos o Jornal do Almoço, na Rádio Bandeirantes e na TV Bandeirantes e atualmente apresenta o Guaíba Revista na Rádio Guaíba na programação vespertina da emissora. Já passou também pela Ulbra TV.

## Trajetória política
Sua primeira candidatura a um cargo eletivo foi em 1990, para o cargo de vice-governadora, na chapa de Nelson Marchezan, então no Partido Democrático Social (PDS). O candidato da coligação União pelo Rio Grande (composta por PDS, PFL, PRN, PL e PSC) foi derrotado por Alceu Collares no segundo turno.
Em 1994, foi eleita deputada estadual no Rio Grande do Sul pelo Partido Progressista Reformador (PPR) com 209.833 votos. Viria a lograr novo êxito eleitoral, sendo reeleita para a Assembleia Legislativa do Rio Grande do Sul em 1998, pelo então rebatizado Partido Progressista Brasileiro (PPB). No entanto, o desempenho foi muito inferior: do Carmo seria reeleita com apenas 36.214 votos (cerca de 173,6 mil votos a menos que no pleito anterior).
Nesse ínterim, dois anos antes, foi candidata à Prefeitura de Porto Alegre pelo mesmo PPB. Seu companheiro de chapa fora o arquiteto Percival Puggina (também jornalista, colunista do jornal Zero Hora). Ficou na terceira posição, com 6,33% dos votos válidos, atrás do prefeito eleito Raul Pont (PT) e da então deputada federal e posteriormente governadora Yeda Crusius (PSDB). Pont e Crusius obtiveram, respectivamente 53,71% e 21,98% dos votos válidos.
Maria do Carmo abandonou a política em 2002.

## Prêmios
- Prêmio Soroptimista Destaque (2002)[7]
- Medalha da 50ª Legislatura (2002)